# Flávio Bolsonaro
Flávio Nantes Bolsonaro (Resende, 30 de abril de 1981) es un abogado, emprendedor y político brasileño, el primogénito del expresidente de Brasil, Jair Bolsonaro.

## Biografía
Ha sido miembro de la Asamblea Legislativa del Estado de Río de Janeiro desde 2003, y está afiliado al Partido Social Liberal.
Su hermano es Eduardo Bolsonaro, miembro de la Cámara de Diputados desde 2015.
En las elecciones de 2016, Flavio Bolsonaro se postuló para alcalde de Río de Janeiro bajo el Partido Social Cristiano (PSC). Durante su campaña, Flavio Bolsonaro participó del primer debate entre los candidatos, realizado por el Grupo Bandeirantes de Comunicação. En esa ocasión, mismo después de desmayarse en el aire y de sufrir una diarrea aguda, Flavio Bolsonaro se negó a recibir atención médica profesional de la candidata socialista Jandira Feghali.
En 2018, Bolsonaro fue elegido para el Senado Federal, en representación del Estado de Río de Janeiro, tras haber obtenido 4,38 millones de votos (31,36%) en las elecciones generales de ese año.
La Fiscalía de Río de Janeiro denuncia en noviembre de 2020 al senador Flávio Bolsonaro por los delitos de organización criminal, malversación, lavado de dinero y apropiación indebida, ocurridos entre los años 2007 y 2018.